# Julio González (bokser)
Julio González Valladares (ur. 7 stycznia 1961 w Cienfuegos) – kubański bokser.

## Życiorys
Uczestniczył w Letnich Igrzyskach Olimpijskich w Barcelonie w 1992, oraz Letnich Igrzyskach Olimpijskich w Atlancie w 1996. Trzykrotnie wywalczył złoty medal na igrzyskach panamerykańskich w 1987, 1991 oraz w 1995 roku.

## Osiągnięcia

### Igrzyska Panamerykańskie 1987
Boks
| Konkurencja         | Ćwierćfinały       | Półfinały           | Finał            | Pozycja | Źródło |
| Konkurencja         | Przeciwnik Wynik   | Przeciwnik Wynik    | Przeciwnik Wynik | Pozycja | Źródło |
| ------------------- | ------------------ | ------------------- | ---------------- | ------- | ------ |
| waga lekka do 60 kg | Patrick Byrd W 5-0 | Hector Arroyo W 5-0 | Jose Perez W 5-0 | 1.      | [ 2 ]  |

### Igrzyska Panamerykańskie 1991
Boks
| Konkurencja         | Ćwierćfinały     | Półfinały        | Finał            | Pozycja | Źródło |
| Konkurencja         | Przeciwnik Wynik | Przeciwnik Wynik | Przeciwnik Wynik | Pozycja | Źródło |
| ------------------- | ---------------- | ---------------- | ---------------- | ------- | ------ |
| waga lekka do 60 kg | Raul Balbi W     | Delroy Leslie W  | Patrice Brooks W | 1.      | [ 3 ]  |

### Letnie Igrzyska Olimpijskie 1992
Boks
| Konkurencja         | 1/16 finału      | 1/8 finału       | Ćwierćfinały     | Półfinały        | Finał            | Pozycja | Źródło |
| Konkurencja         | Przeciwnik Wynik | Przeciwnik Wynik | Przeciwnik Wynik | Przeciwnik Wynik | Przeciwnik Wynik | Pozycja | Źródło |
| ------------------- | ---------------- | ---------------- | ---------------- | ---------------- | ---------------- | ------- | ------ |
| waga lekka do 60 kg | Tonczo Tonczew P | NQ               | NQ               | NQ               | NQ               | 17.     | [ 1 ]  |

### Igrzyska Panamerykańskie 1995
Boks
| Konkurencja         | 1/16 finału      | Ćwierćfinały         | Półfinały              | Finał                 | Pozycja | Źródło |
| Konkurencja         | Przeciwnik Wynik | Przeciwnik Wynik     | Przeciwnik Wynik       | Przeciwnik Wynik      | Pozycja | Źródło |
| ------------------- | ---------------- | -------------------- | ---------------------- | --------------------- | ------- | ------ |
| waga lekka do 60 kg | O'Neill Reid W   | Datris Biagas W 24-4 | Michael Strange W 13-2 | Acelino Freitas W 6-4 | 1.      | [ 4 ]  |

### Letnie Igrzyska Olimpijskie 1996
Boks
| Konkurencja         | 1/16 finału      | 1/8 finału       | Ćwierćfinały     | Półfinały        | Finał            | Pozycja | Źródło |
| Konkurencja         | Przeciwnik Wynik | Przeciwnik Wynik | Przeciwnik Wynik | Przeciwnik Wynik | Przeciwnik Wynik | Pozycja | Źródło |
| ------------------- | ---------------- | ---------------- | ---------------- | ---------------- | ---------------- | ------- | ------ |
| waga lekka do 60 kg | Romeo Brin W     | Koba Gogoladze W | NQ               | NQ               | NQ               | 9.      | [ 1 ]  |